# Rattus praetor
Rattus praetor es una especie de roedor de la familia Muridae.

## Distribución geográfica
Se encuentra en Indonesia, Papúa Nueva Guinea e Islas Salomón.